# مقاطعة إل باسو (كولورادو)
مقاطعة إل باسو (بالإنجليزية: El Paso County)‏ هي إحدى مقاطعات ولاية كولورادو في الولايات المتحدة الأمريكية.